# Salafia Jihadia
Salafia Jihadia es una organización terrorista afiliada de Al Qaeda, activa desde la década de los 1990.
Once presuntos miembros de la organización fueron detenidos en Ceuta en diciembre de 2006. La organización es la sospechosa de la responsabilidad de cuatro atentados suicidas coordinados el 16 de mayo de 2003 en Casablanca, que saldaron 45 muertos (incluidos los 12 perpetradores).